# Tanglangquan

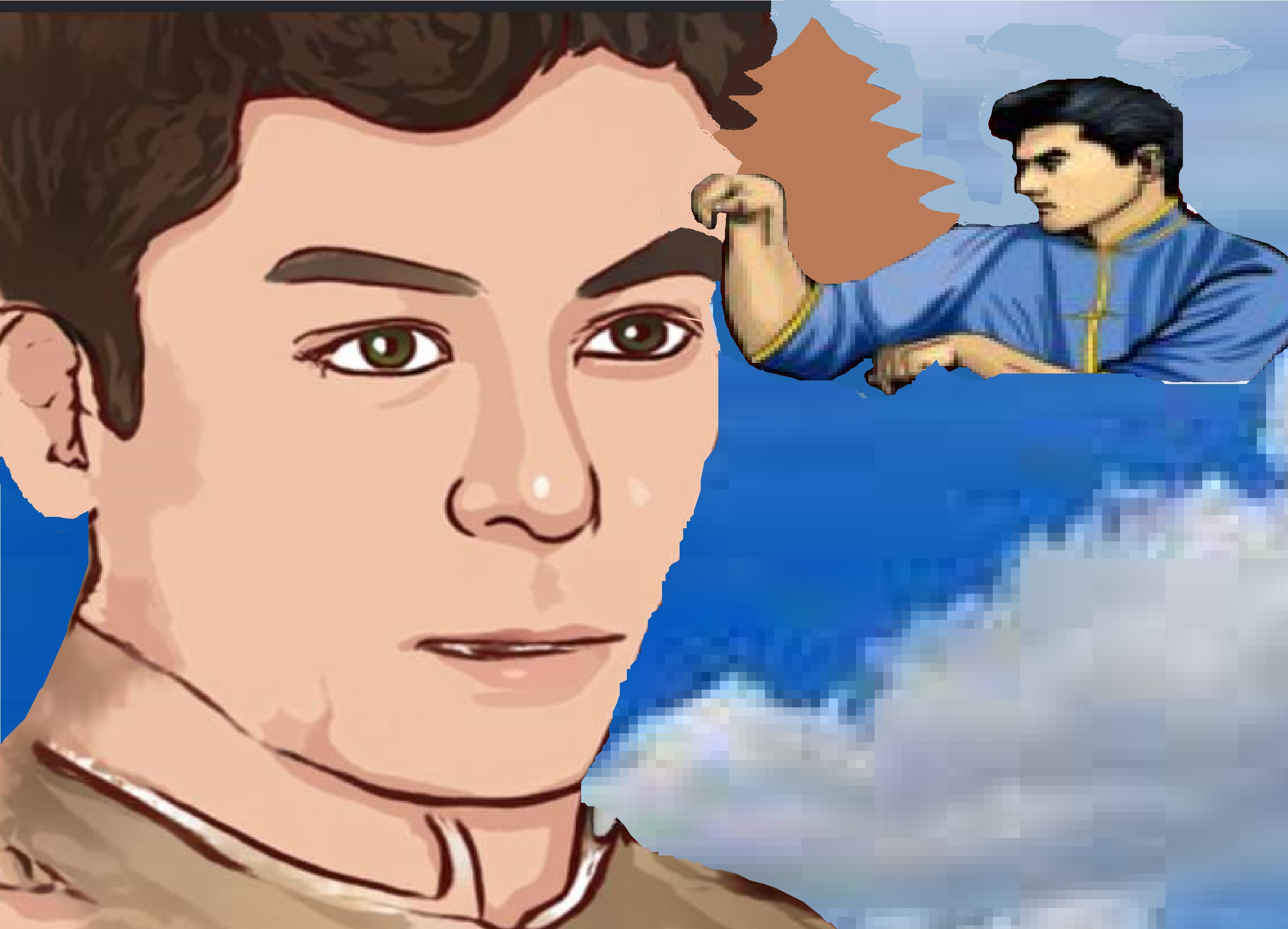
En avbildning av en man stående i en tanglangquanposition

Tánglángquán (kinesiska: 螳螂拳, på engelska kallad Northern Praying Mantis, namnet betyder bokstavligen "bönsyrsans näve") är en kinesisk stridskonst tillhörande Changquan-gruppen av nordliga stilar.